# Ahseniederung Oestinghausen
Koordinaten: 51° 38′ 7″ N, 8° 6′ 33″ O

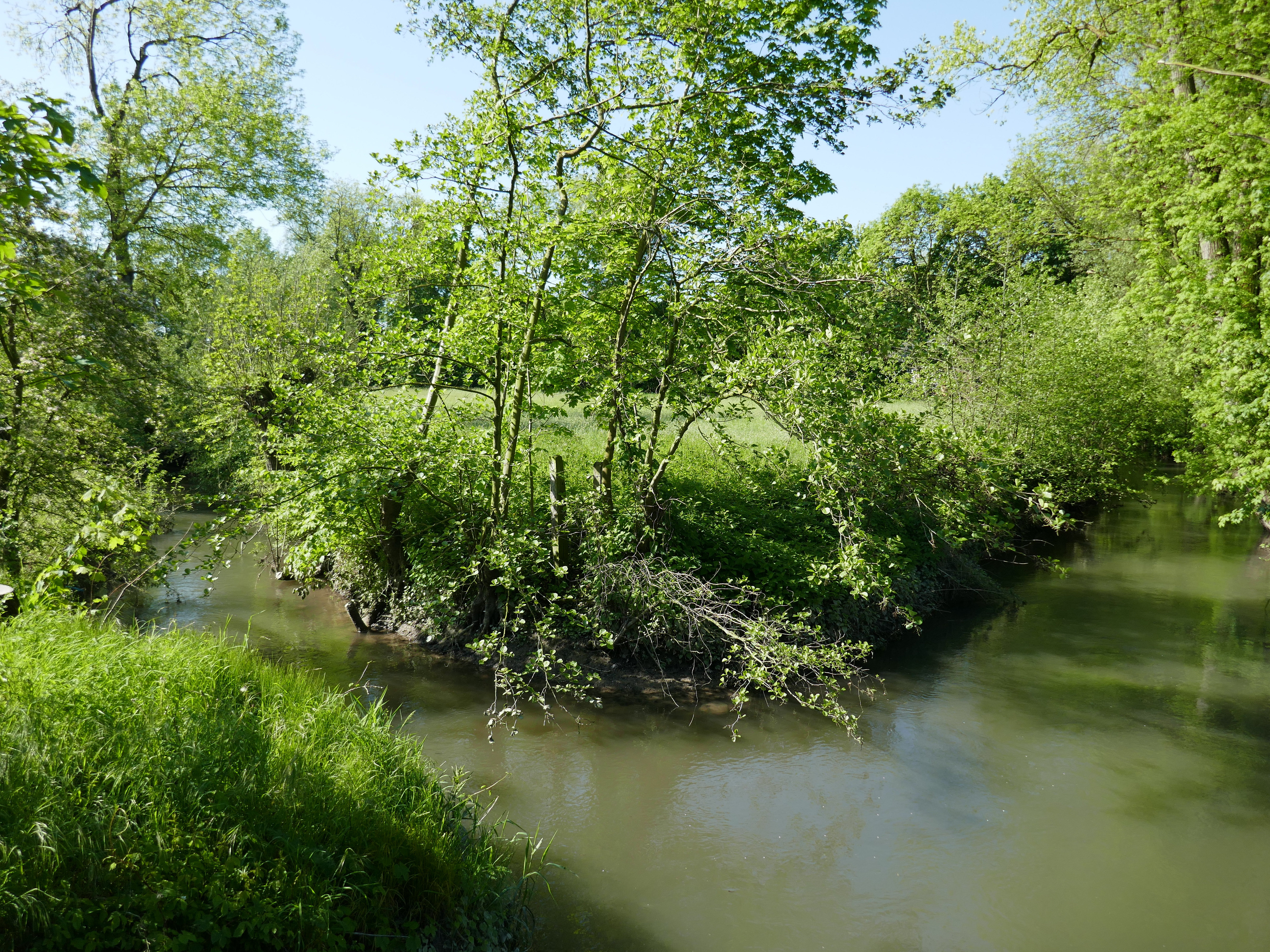
Ahseniederung Oestinghausen

Das Naturschutzgebiet Ahseniederung Oestinghausen liegt auf dem Gebiet der Gemeinde Lippetal im Kreis Soest in Nordrhein-Westfalen. Das Gebiet erstreckt sich südöstlich von Oestinghausen, einem Ortsteil von Lippetal, entlang der Ahse, einem linksseitigen Nebenfluss der Lippe. Am westlichen Rand des Gebietes verläuft die B 475.

## Bedeutung
Für Lippetal ist seit 2006 ein 40,45 ha großes Gebiet unter der Schlüsselnummer SO-082 als Naturschutzgebiet ausgewiesen.